# 石碇 (大字)
石碇，口語上又稱石碇仔，是臺灣新北市石碇區的一個傳統地域名稱，也是全區的主聚落所在地，位於該區中部偏西北。相較於今日行政區，其範圍大致包括石碇里、潭邊里南部向北凹入缺口東側（石碇里東邊）一小塊地、烏塗里最北端。

## 歷史
台灣清治末期，石碇地區為一街庄，稱為「石碇街」，隸屬於文山堡。該街西、北、東三面被員潭仔坑庄包圍，南邊為烏塗窟庄。
1901年（日治明治三十四年）11月，該街隸屬於深坑廳，編入第十區。1903年（明治三十六年）4月，第十區的部分街庄與第九區的玉桂嶺庄合併為「石碇區」，該街屬之。1920年（大正九年），該街改制並雅化為「員潭子坑」大字，隸屬於臺北州文山郡石碇庄。
戰後石碇庄改制為石碇鄉，隸屬於臺北縣，大字亦改制為村。2010年（民國99年）12月，臺北縣升格為新北市，石碇鄉改制為石碇區，村改制為里。

## 交通
國道5號又稱「北宜高速公路」，大致以西北—東南走向經過石碇地區，未設交流道，但西北邊的石碇交流道距離甚近。由此往東南可達坪林、宜蘭、羅東、蘇澳等地；往西北可至南港銜接國道3號。
市道106乙線是連絡木柵、坪林的道路，經過本地區北部邊界地帶。由該處往西北可前往深坑、木柵等地，往東南可前往坪林接省道台9線。
鄉道北47線為石碇、小格頭間的連絡道路，北側端點位於本地區北部邊界地帶與市道106乙線交會處，往南可前往小格頭接上省道台9線。

## 學校
- 石碇國小